# Peter Bursch
Peter Bursch (* 14. April 1949 in Duisburg) ist ein deutscher Gitarrist, der vor allem als Autor von populären Gitarrenbüchern bekannt wurde. Insbesondere Peter Bursch's Gitarrenbuch aus dem Jahr 1975 wurde zu einem Bestseller.

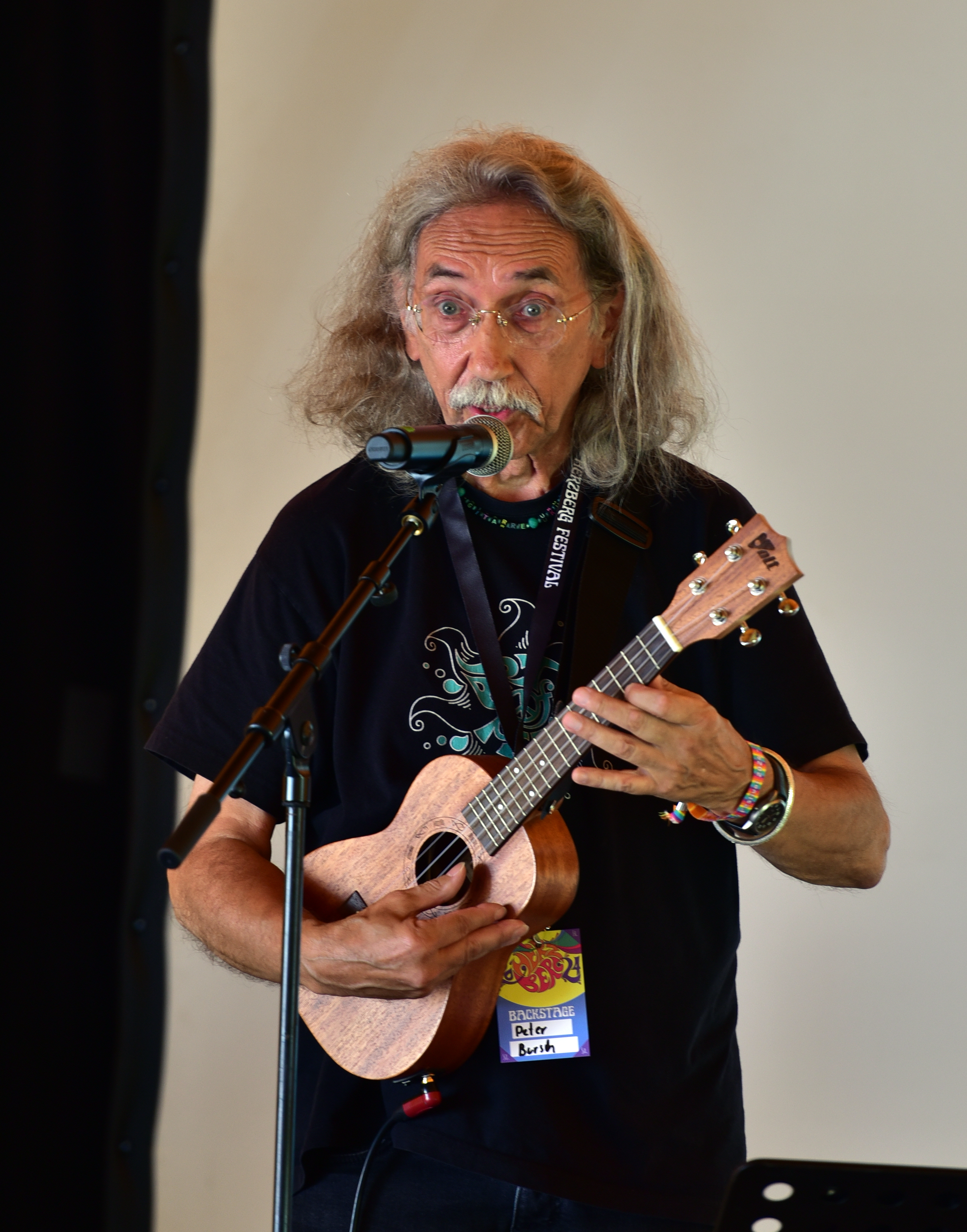
Peter Bursch beim Burg Herzberg Festival 2024

## Biografie

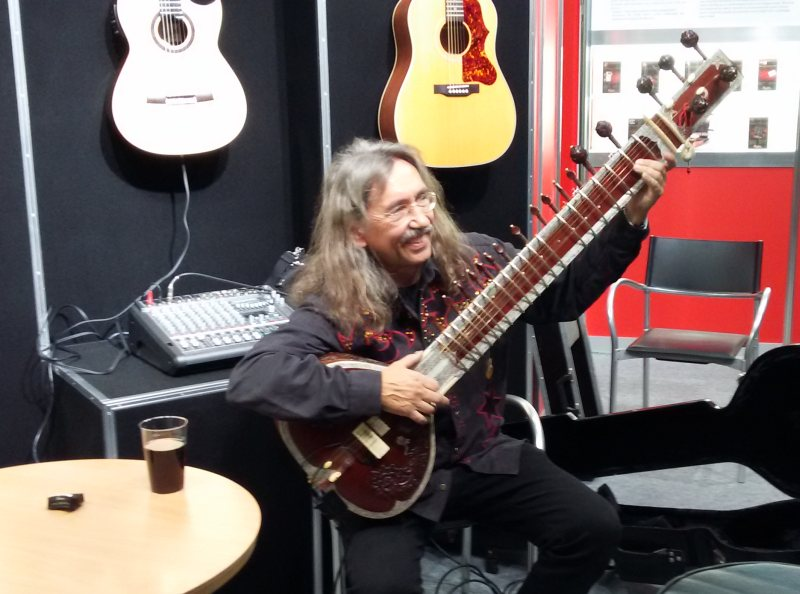
Peter Bursch auf der Musikmesse Frankfurt 2015

Zur Gitarre gelangte Peter Bursch als Kind über die Pfadfinder-Bewegung. Daneben eröffnete ihm die Musik von Elvis Presley und The Beatles (I Want to Hold Your Hand) die Welt der Rock- und Popmusik. 
In seiner Jugend bereiste Peter Bursch per Anhalter als Straßenmusiker europäische Länder wie England, Irland und Frankreich. Unterwegs lernte Bursch den Sänger und Gitarristen Ronnie Drew von der Irish-Folk-Band The Dubliners kennen, mit dem er gemeinsam auf der Bühne eines Hotels den Song Whiskey in the Jar spielte. Weitere Anregungen erhielt Peter Bursch als Besucher des Burg-Waldeck-Festivals, wo er prägende Protestsänger wie Hannes Wader, Franz Josef Degenhardt und Dieter Süverkrüp erlebte, und der Internationalen Essener Songtage im September 1968, durch den dortigen Auftritt von Frank Zappa. Da es damals auf Konzerten noch keinen Sicherheitsdienst gab, der strikt das Publikum von den Musikern trennt, konnte Peter Bursch den anwesenden Künstlern begegnen, etwa Guru Guru, die ihn und seine Bandkollegen nach Heidelberg einluden, Ralf Hütter von Kraftwerk aus Düsseldorf, Tangerine Dream aus Berlin oder Amon Düül aus München. Auf diese Weise gingen die Rockbands auf Tournee quer durch Deutschland, indem sich die Musikgruppen gegenseitig in ihre jeweilige Heimatstadt einluden. 
Auf der Musikmesse NAMM Show in der kalifornischen Stadt Anaheim lernte Bursch den Gitarristen Eric Clapton kennen, mit dem er zusammen eine Jam-Session spielte. Im Rahmen eines Interviews, das Peter Bursch für ein Musikfachmagazin führte, traf er den indischen Sitar-Spieler Ravi Shankar, der ihm das Spiel auf der Sitar näherbrachte. Zudem ließ sich Gitarren-Virtuose Steve Vai von Whitesnake von Bursch zeigen, wie man die Picking-Technik anwendet.
Peter Bursch ist mit der Liedermacherin und Schmuckdesignerin Marita Bursch verheiratet, mit der einige seiner Musikbücher und verschiedene Musikprojekte realisierte, und mit der er zwei erwachsene Kinder hat.

### Musikprojekte
Peter Bursch spielte in seinen Musikprojekten All Star Band, Acoustic Nights und als Studiogitarrist unter anderem bei BAP und den Bläck Fööss. Seine 1969 gegründete, mehrfach aufgelöste und neu formierte Band Bröselmaschine steht seit 2005 wieder mit ihm auf der Bühne. 
Seit 1969 ist Bursch an unterschiedlichen Lehreinrichtungen tätig und veranstaltet Workshops. Unter anderem leitete er seit 1976 das Rock-Seminar der Akademie Remscheid und war 2000–2004 Lehrbeauftragter an der Folkwang-Musikhochschule. In Duisburg leitet er im Stadtteil Duissern eine Musikschule. Darüber hinaus betätigte er sich auch als Autor für die politisch-satirische Zeitschrift Der Metzger.

### Die Gitarrenbücher
Wie beim 1975 erschienenen Gitarrenbuch, das explizit damit beworben wurde, seine Inhalte „ohne Noten“ zu vermitteln, sollen die Bücher von Peter Bursch einen niederschwelligen und informellen Einstieg – insbesondere auch durch Selbststudium – in populäre Stile des Gitarrenspiels bieten. Dabei werden die Inhalte anhand von Tabulaturen und Griffbildern dargestellt, verbunden mit Erläuterungen, die sich durch ihre betont umgangssprachliche Diktion gezielt an ein jugendliches Publikum ohne musikalische Vorbildung richten. Dieses an Methoden oraler Tradierung angelehnte Konzept erhielt großen Zuspruch, da es zum Zeitpunkt des Erscheinens von Peter Bursch's Gitarrenbuch einen Gegenentwurf zu vielen der in Deutschland etablierten Gitarrenlehrwerke darstellte, die zumeist dem Erlernen der Konzertgitarre mittels der traditionellen Notenschrift dienten, und deren Spielmaterialien oftmals als nicht mehr zeitgemäß oder als zu anspruchsvoll bzw. elitär empfunden wurden. Im Oktober 1997 erhielt Peter Bursch eine Auszeichnung für 1 Million verkaufter Exemplare seines ersten Buches, was dazu führte, dass ihn die Presse bisweilen als „Gitarrenlehrer der Nation“ bezeichnete.
Die Gitarristen der Band Die Toten Hosen bekannten sich dazu, ihre ersten Kenntnisse auf der Gitarre durch Bücher von Bursch erlangt zu haben und dass seine Arrangements in ihr Debütalbum Opel-Gang eingeflossen sind.

## Veröffentlichungen (Auswahl)

### Gitarrenbücher
- Peter Bursch's Gitarrenbuch. Voggenreiter, Bonn 1975, ISBN 3-8024-0208-1.
- Peter Bursch's Gitarrenbuch 2. Voggenreiter, Bonn 1977, ISBN 3-8024-0214-6.
- Peter Bursch Heavy Metal Guitar. Voggenreiter, Bonn 1988, ISBN 3-8024-0172-7.
- Rock Gitarre. Voggenreiter, Bonn 1998, ISBN 3-8024-0228-6.
- Peter Bursch's Kinder-Gitarrenbuch. Voggenreiter, Bonn 1999, ISBN 3-8024-0304-5.
- Zupftechniken für Gitarre. Voggenreiter, Bonn 2000, ISBN 3-8024-0385-1.

### Liederbücher
- Das Folk-Buch. Voggenreiter, Bonn 1979, ISBN 3-8024-0085-2.
- Peter Bursch's Beatles Buch für Gitarre. Voggenreiter, Bonn 1988, ISBN 3-8024-0170-0 (Teil 1) / ISBN 3-8024-0179-4 (Teil 2).
- Peter Bursch's Songbuch für Gitarre. Mit Audio-CD. Voggenreiter, Bonn 2002, ISBN 3-8024-0366-5 (Teil 1) / ISBN 3-8024-0454-8 (Teil 2).

### DVD
- Peter Bursch's Gitarren-DVD. Voggenreiter, Bonn 2006, ISBN 3-8024-0553-6.